# Viflaim
Viflaiemul, Viflaemul,Viflaimul sau Vicleim este un obicei creștin, ce conține multe elemente laice, practicat în satele din Maramureșul istoric.
Viflaimul este o piesă de teatru popular cu o temă sacră, care abordează mitul nașterii.
Personajele sunt Iosif, Maria, Irod (regele biblic Herodes), vestitorul, hangiul, îngerul, doi păstori, cei trei crai de la răsărit, doi ostași, moartea, dracul, moșul și străjerul.
Cei care îi joacă denunță asuprirea și exploatarea, satirizând aroganța, minciuna, ipocrizia, nepăsarea și lipsa de omenie a celor bogați față de cei săraci.

## Etimologie
Cuvântul vine de la Viflaiem, Viflaem, Viflaim, numele vechi românesc al orașului biblic Betleem.